# Cloreto de cetilpiridínio
Cloreto de cetilpiridínio (CPC, do inglês cetylpyridinium chloride) é um composto químico quaternário de amônio catiônico que faz parte em alguns tipos de enxaguantes bucais, cremes dentais, comprimidos para tosse, sprays para a garganta, sprays para o hálito e sprays nasais. É um antisséptico que mata bactérias e outros micro-organismos. Tem mostrado ser eficiente em prevenir placa dentária e reduzir gengivite. Tem também sido usado como um ingrediente em certos pesticidas. Diferente da clorexidina, esse ingrediente não tem sido associado ao surgimento de manchas marrons entre e na superfície dos dentes. Há relatos de alteração do paladar que acompanham o uso de bochechos de cloreto de cetilpiridínio.